# 16276 Virginiama
A 16276 Virginiama (ideiglenes jelöléssel (16276) 2000 JX61) a Naprendszer kisbolygóövében található aszteroida. A LINEAR projekt keretében fedezték fel 2000. május 7-én.